# Dorino Serafini
Teodoro „Dorino“ Serafini (* 22. Juli 1909 in Pesaro; † 5. Juli 2000 in Bologna oder Pesaro) war ein italienischer Motorrad- und Automobilrennfahrer.

## Karriere
Serafini absolvierte eine Lehre als Mechaniker bei der Officina Meccanica Benelli in seiner Heimatstadt Pesaro. Im Jahr 1928 nahm er im Alter von 21 Jahren er auf einer 175-cm³-Benelli in Rimini an seinem ersten Rennen teil. Serafini startete in den folgenden vier Jahre für Benelli und wechselte danach zum Hersteller M.M. nach Bologna, der von Alfonso Morini und Mario Mazzetti betrieben wurde. 1933 gewann er auf M.M. in der 175-cm³-Klasse seinen ersten Titel in der italienischen Straßenmeisterschaft.
Wenig später wechselte Serafini zu Bianchi und stieg in die 500-cm³-Klasse auf. Im Jahr 1935 erzielte er den Gesamtsieg beim prestigeträchtigen Rennen Circuito del Lario am Comer See und im folgenden Jahr gewann er erneut die italienische Meisterschaft – diesmal in der Halbliterklasse. 1938 gewann Serafini auf einer kompressorgeladenen-500-cm³-Vierzylinder-Gilera Rondine zu zweiten Mal das Circuito-del-Lario-Rennen. In der wegen des Ausbruchs des Zweiten Weltkrieges nicht zu Ende geführten Motorrad-Europameisterschaftssaison 1939 gewann Serafini drei der sieben ausgetragenen Halbliter-Grands-Prix und sicherte sich damit vor „Schorsch“ Meier (BMW) seinem Landsmann und Teamkollegen Silvio Vailati den EM-Titel in der 500-cm³-Klasse.
Nach dem Zweiten Weltkrieg stieg Serafini auf vier Räder um und überlebte in einem Maserati einen schweren Unfall beim Grand Prix du Comminges 1947 nur knapp.
Ende des Jahres 1949 ging Serafini zu Ferrari, wo er vor allem Sportwagenrennen bestritt. Mit dem Großen Preis von Italien in Monza fuhr er während der Formel-1-Saison 1950 sein einziges zur Weltmeisterschaft zählendes Rennen und landete dabei auf dem zweiten Platz, nachdem er seinen Wagen an Alberto Ascari hatte abtreten müssen, um seinem favorisierten Landsmann eine bessere Platzierung zu ermöglichen. Die Punkte wurden bei diesem Verfahren geteilt.
Schwere Arm- und Beinverletzungen, die er bei einem Unfall bei der Mille Miglia im Jahr 1951 in einem Ferrari 340 America Barchetta Touring erlitten hatte, führten zum Ende seiner Karriere.

## Statistik

### Motorrad-Titel
- 1933 – italienischer 175-cm³-Meister auf M.M.
- 1936 – italienischer 500-cm³-Meister auf Bianchi
- 1939 – 500-cm³-Europameister auf Gilera

### Statistik in der Automobil-Weltmeisterschaft

#### Gesamtübersicht
| Saison | Team             | Chassis       | Motor           | Rennen | Siege | Zweiter | Dritter | Poles | schn. Rennrunden | Punkte | WM-Pos. |
| ------ | ---------------- | ------------- | --------------- | ------ | ----- | ------- | ------- | ----- | ---------------- | ------ | ------- |
| 1950   | Scuderia Ferrari | Ferrari 375F1 | Ferrari 4.5 V12 | 1      | −     | 1       | −       | −     | −                | 3      | 13.     |
| Gesamt | Gesamt           | Gesamt        | Gesamt          | 1      | −     | 1       | −       | −     | −                | 3      |         |

#### Einzelergebnisse
| Saison | 1 | 2 | 3 | 4 | 5 | 6 | 7 |
| ------ | - | - | - | - | - | - | - |
| 1950   |   |   |   |   |   |   |   |
|        |   |   |   |   |   | 2 |   |

| Legende  | Legende            | Legende                                                          |
| Farbe    | Abkürzung          | Bedeutung                                                        |
| -------- | ------------------ | ---------------------------------------------------------------- |
| Gold     | –                  | Sieg                                                             |
| Silber   | –                  | 2. Platz                                                         |
| Bronze   | –                  | 3. Platz                                                         |
| Grün     | –                  | Platzierung in den Punkten                                       |
| Blau     | –                  | Klassifiziert außerhalb der Punkteränge                          |
| Violett  | DNF                | Rennen nicht beendet (did not finish)                            |
| Violett  | NC                 | nicht klassifiziert (not classified)                             |
| Rot      | DNQ                | nicht qualifiziert (did not qualify)                             |
| Rot      | DNPQ               | in Vorqualifikation gescheitert (did not pre-qualify)            |
| Schwarz  | DSQ                | disqualifiziert (disqualified)                                   |
| Weiß     | DNS                | nicht am Start (did not start)                                   |
| Weiß     | WD                 | zurückgezogen (withdrawn)                                        |
| Hellblau | PO                 | nur am Training teilgenommen (practiced only)                    |
| Hellblau | TD                 | Freitags-Testfahrer (test driver)                                |
| ohne     | DNP                | nicht am Training teilgenommen (did not practice)                |
| ohne     | INJ                | verletzt oder krank (injured)                                    |
| ohne     | EX                 | ausgeschlossen (excluded)                                        |
| ohne     | DNA                | nicht erschienen (did not arrive)                                |
| ohne     | C                  | Rennen abgesagt (cancelled)                                      |
| ohne     | keine WM-Teilnahme |                                                                  |
| sonstige | P/fett             | Pole-Position                                                    |
| sonstige | 1/2/3/4/5/6/7/8    | Punktplatzierung im Sprint-/Qualifikationsrennen                 |
| sonstige | SR/kursiv          | Schnellste Rennrunde                                             |
| sonstige | *                  | nicht im Ziel, aufgrund der zurückgelegten Distanz aber gewertet |
| sonstige | ()                 | Streichresultate                                                 |
| sonstige | unterstrichen      | Führender in der Gesamtwertung                                   |

### Le-Mans-Ergebnisse
| Jahr | Team           | Fahrzeug                                     | Teamkollege    | Platzierung | Ausfallgrund |
| ---- | -------------- | -------------------------------------------- | -------------- | ----------- | ------------ |
| 1950 | Luigi Chinetti | Ferrari 195 Sport Touring Berlinetta Le Mans | Raymond Sommer | Ausfall     | Elektrik     |